# Aren (Pireneje Atlantyckie)
Aren – miejscowość i gmina we Francji, w regionie Nowa Akwitania, w departamencie Pireneje Atlantyckie.
Według danych na rok 1990 gminę zamieszkiwało 185 osób, a gęstość zaludnienia wynosiła 25 osób/km² (wśród 2290 gmin Akwitanii Aren plasuje się na 992. miejscu pod względem liczby ludności, natomiast pod względem powierzchni na miejscu 1248.).